# Ideopsis tipasa
Ideopsis tipasa är en fjärilsart som beskrevs av Hans Fruhstorfer 1911. Ideopsis tipasa ingår i släktet Ideopsis och familjen praktfjärilar. Inga underarter finns listade i Catalogue of Life.